# Michu
Artikeln följer den spanska namnseden; faderns efternamn är Pérez och moderns efternamn Cuesta.
Miguel Pérez Cuesta, född 21 mars 1986 i Oviedo, Asturien, mer känd som Michu, är en före detta spansk fotbollsspelare som spelade som offensiv mittfältare/anfallare för Real Oviedo innan han 2017 valde att lägga skorna på hyllan.
Den 20 juli 2012 skrev Michu på ett treårskontrakt med Premier League-klubben Swansea City. Michu har gjort 15 mål på 20 matcher i Premier League och ett mål i Capital one cup sedan han kom till Swansea, Michu började med att göra 2 mål på bortaplan mot QPR i Premier League, Swansea vann till slut med 5-0 efter två mål av Nathan Dyer och ett mål av Scott Sinclair, Michu assisterade till Sinclairs 0-5 mål. I nästa match mot West ham hemma på Liberty Stadium gjorde Michu 2-0 målet, han utnyttjade en hemåt passing och stack fram foten innan målvakten han dit, Swansea vann till slut med 3-0, målen gjordes av Angel Rangel, Michu och Daniel Graham. Matchen efter vinsten mot West ham spelade Swansea 2-2 hemma mot Sunderland, Michu nickade in 2-2 målet och räddade en poäng åt Swansea. Den 1 december 2012 gjorde Michu båda målen i Swanseas 2-0-vinst mot Arsenal.